# タレニ・セウ
タレニ ・セウ（Taleni Seu、1993年12月26日 - ）は、ジャパンラグビーリーグワン豊田自動織機シャトルズ愛知に所属するラグビーユニオン選手。

## プロフィール
- ニュージーランドオークランド出身[1]。
- ポジションはロック(LO)、フランカー(FL)。
- 身長 202 cm、体重 109 kg。
- サモア代表キャップは5（2023年8月現在）でワールドカップ2023のサモア代表に選ばれた[2]。

## 来歴
16歳からラグビーを始めた。
オネフンガ高校卒業後、オークランド、チーフス、ワイカトを経て、2019年、豊田自動織機シャトルズ(現・豊田自動織機シャトルズ愛知)に加入。同年11月15日に行われたトップチャレンジリーグ第1節のマツダブルーズーマーズ戦に先発出場で日本での公式戦初出場を果たした。
2022年、豊田自動織機シャトルズ愛知退団後、オースティン・ギルグロニスを経て、2023年、ワラターズに加入。同年7月、豊田自動織機シャトルズ愛知に復帰。